# Vidrio fluorado

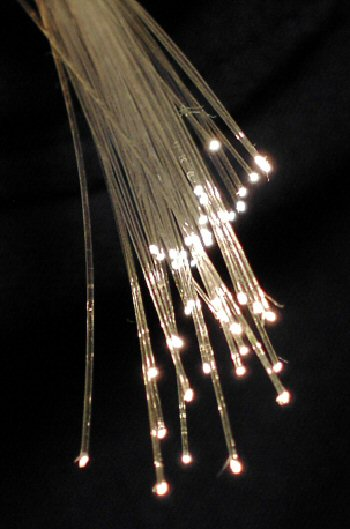
Un haz de fibras ópticas.

El vidrio fluorado es un tipo de vidrio carente de óxidos, compuesto a base de fluoruros de varios metales. Debido a su baja viscosidad, es muy difícil evitar por completo la aparición de cristalizaciones parciales mientras se enfría hacia la temperatura de transición vítrea (o mientras se fabrican fibras a partir del material fundido).
Así, a pesar de que los vidrios de fluoruros de metales pesados (HMFG) exhiben coeficientes de atenuación óptica muy bajos, no solo son difíciles de fabricar, sino que además son bastante frágiles, y tienen una pobre resistencia a la humedad y a otros ataques medioambientales.
La propiedad más notable de los vidrios fluorados es que carecen de la banda de absorción asociada con el grupo hidroxilo (OH) (3200–3600 cm−1), presente en casi todos los vidrios basados en óxidos.

## Composición
Un vidrio "ZBLA" (a base de fluoruros de zirconio, bario, lantano y aluminio) presenta una composición en la que el zirconio es predominante:
(58% ZrF4 - 33% BaF2 - 5% LaF3 - 4% AlF3).
El "ZABLAN" es similar, pero incluye una proporción importante de fluoruro de sodio:
(53% ZrF4 - 20% BaF2 - 4% LaF3 - 4% AlF3 - 19% NaF).

## Propiedades
Los vidrios fluorados (HMFG) fueron inicialmente destinados para aplicaciones de fibra óptica, porque las pérdidas intrínsecas de una fibra en longitud de onda infrarroja media en principio podría ser más baja que la de las fibras de sílice, transparentes solo por encima de los ~ 2 μm.
Estas pérdidas tan bajas nunca pudieron ser aprovechadas en la práctica de las comunicaciones por fibra óptica, debido a la fragilidad y al alto coste de las fibras de fluoruro, aunque posteriormente se descubrieron nuevas aplicaciones para este material.
Estas aplicaciones incluyen la espectroscopia en infrarrojo medio, sensores de fibra óptica, termometría, y tecnología de la imagen. Las fibras de fluoruro pueden ser utilizadas para el guiado de la transmisión de pulsos de luz en medios como los láseres YAG (granates de aluminio e itrio) de 2.9 μm, para aplicaciones médicas (oftalmología y odontología).
Un ejemplo de un vidrio de fluoruro de metales pesados es el "ZBLAN", compuesto de circonio, bario, lantano, aluminio, y fluoruros de sodio. La principal aplicación tecnológica de estos materiales es el guiado de pulsos ópticos en formas planas y en fibras. Son ventajosos especialmente en el rango de la gama media de los infrarrojos (2000-5000 nm).
Respecto a la fluorita, utilizada en lentes de teleobjetivos superacromáticos, presenta un índice de refracción de 1,43 y un número de Abbe de 94,99.

## Producción
Algunos vidrios fluorados son difíciles de producir sobre la superficie terrestre debido a su cristalización rápida. La cristalización es más lenta y homogénea en condiciones de microgravedad.
También se conocen como vidrios fluorados algunos tipos de vidrios de óxidos "dopados" con fluoruro de circonio.
Una mezcla de vidrio fluorado y de vidrio fosforado es el vidrio fluofosforado.
Los vidrios de fluoruro basados en fluoruro de circonio forman la clase del vidrio fluorocirconado. El vidrio "ZBLAN" pertenece a este grupo.
Los vidrios basados en fluoruro de aluminio forman otra clase, denominada vidrio fluoroaluminado.
Dopar con praseodimio un vidrio fluorado permite usarlo como amplificador óptico de una sola fibra (PDFA; ver también EDFA).
Los elementos ópticos de fluoruro de calcio, concretamente los cristales de fluorita, son utilizados en algunas lentes de teleobjetivo para corregir la aberración cromática. Aun así, están siendo reemplazados con varios tipos de vidrios de baja dispersión, con índice de refracción más alta, mejor estabilidad dimensional, y fragilidad más baja.